# Rainer Ortleb

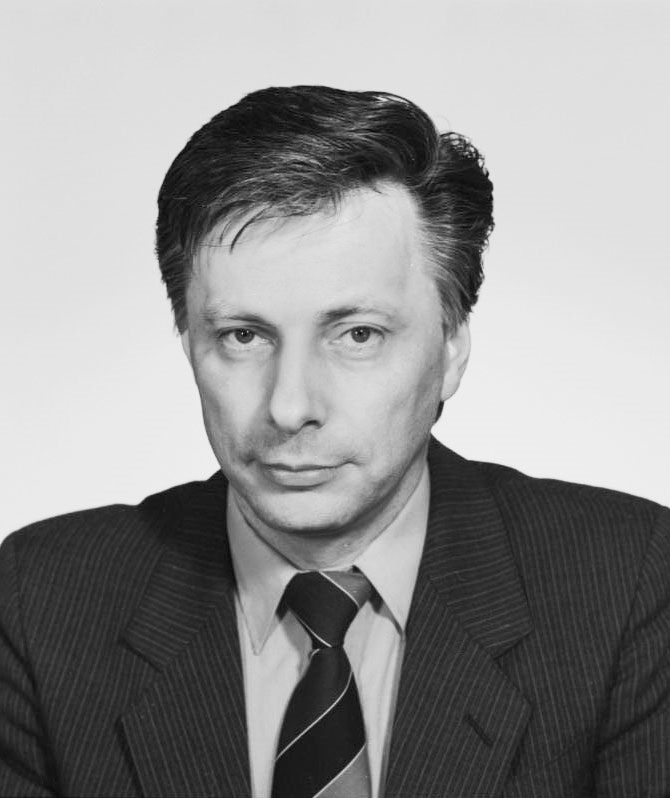
Rainer Ortleb, 1990

Rainer Ortleb (* 5. Juni 1944 in Gera) ist ein deutscher Informatiker und ehemaliger Politiker (LDPD/FDP). Er war während der Wende in der DDR ab Februar 1990 der letzte Vorsitzende der vormaligen Blockpartei LDP bzw. ab März 1990 von deren Nachfolgepartei Bund Freier Demokraten, die im Zuge der Wiedervereinigung mit der westdeutschen FDP fusionierte. Von März bis Oktober 1990 war er Mitglied der Volkskammer und Vorsitzender der Fraktion „Die Liberalen“.
Dem Deutschen Bundestag gehörte er von Oktober 1990 bis 1998 an. Von 1990 bis 1991 war er Bundesminister für besondere Aufgaben und von 1991 bis 1994 Bundesminister für Bildung und Wissenschaft. Zudem war er Landesvorsitzender der FDP in Mecklenburg-Vorpommern (1991–1994) und in Sachsen (1997–1999). Von 1992 bis 1998 war Ortleb Professor für Technische System-Anwendersoftware an der Universität Rostock.

## Ausbildung und Beruf
Rainer Ortleb ist ein Sohn des Bauingenieurs Walter Ortleb, der als Professor für Stadtbauwesen und Straßenbau an der Technischen Universität Dresden lehrte. Nach dem Abitur 1962 in Radebeul leistete Ortleb den Wehrdienst bei der Nationalen Volksarmee der DDR und verpflichtete sich anschließend zur Laufbahn eines Reserveoffiziers (letzter Dienstgrad: Leutnant d.R.). Nach der deutschen Wiedervereinigung wurde er Reservist der Bundeswehr.
Er studierte ab 1964 Mathematik an der TU Dresden, und schloss 1969 als Diplom-Mathematiker ab. Nach einem anschließenden Forschungsstudium wurde er 1972 mit einer Arbeit Zur Verzahnungs- und Fertigungsgeometrie allgemeiner Zylinderschneckengetriebe zum Dr. rer. nat. promoviert. Danach war er bis 1981 wissenschaftlicher Assistent bzw. Oberassistent an der Sektion Mathematik der TU Dresden. Dort leitete er mehrere Jahre ein NVA-Reservistenkollektiv.
1982 wechselte er als Oberassistent ans Rechenzentrum der Sektion Informatik der Wilhelm-Pieck-Universität Rostock. Dort erfolgte 1983 seine Promotion B zum Dr. sc. techn. mit der Arbeit Baustein-Terminal in Dialogsystemen. Seit 1984 war er Dozent für Informationsverarbeitungssysteme, ab 1986 zudem stellvertretender Leiter des Wissenschaftsbereichs CAD/CAM-Technik der Sektion Schiffstechnik der Universität Rostock. Im September 1989 wurde er zum außerplanmäßigen Professor ernannt. Ab 1990 beurlaubte ihn die Universität zur Ausübung seiner politischen Ämter. 1992 wurde er als Professor für Technische System-Anwendersoftware übernommen und blieb dies bis 1998.

## Politische Laufbahn in der DDR
1968 wurde Ortleb Mitglied der Blockpartei LDPD. Im November 1976 stieg Ortleb in das Sekretariat des LDPD-Bezirksvorstands Dresden auf. 1978 wurde er in Rostock zum LDPD-Kreisvorsitzenden gewählt und wenig später in den LDPD-Vorstand des Bezirks Rostock. 1982 wurde er zudem Vorsitzender des LDPD-Stadtbezirksvorstands Dresden-Süd. Auf den LDPD-Parteitagen in Weimar 1977 und 1987 hielt er in NVA-Uniform Lobreden auf die Verteidigung der DDR. In diesem Zusammenhang erklärte er unter anderem: „Mein erstes Argument ist, für jeden sichtbar, die Uniform … Die Konsequenz, die Kriegskunst zu trainieren, wird uns täglich von der imperialistischen Tat aufgezwungen.“

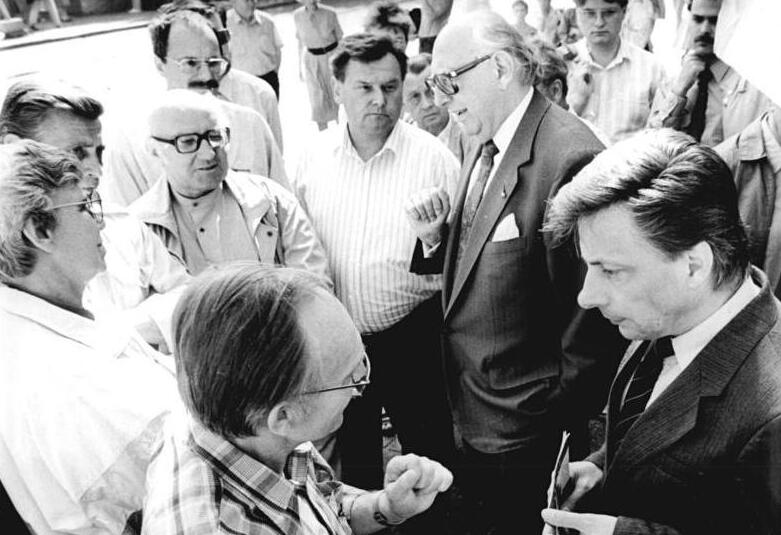
Rainer Ortleb (rechts) auf einer Dresdner Veranstaltung zu den DDR-Kommunalwahlen im Mai 1990, begleitet von Wolfgang Mischnick (mit Einstecktuch)

Nachdem sich die LDPD im Herbst 1989 vom Führungsanspruch der SED losgesagt hatte, wählte ein Sonderparteitag im Februar 1990 Ortleb zum neuen Parteivorsitzenden. Zugleich nahm die Partei wieder die Abkürzung LDP aus ihrer Anfangszeit an. Bei der ersten und letzten freien Volkskammerwahl im März 1990 trat sie mit zwei neuen liberalen Parteien (der Deutschen Forumpartei und der F.D.P. der DDR) als Bund Freier Demokraten (BFD) an.
Ortleb zog als Abgeordneter des Wahlkreises Dresden in das DDR-Parlament ein, wo er den Vorsitz der Fraktion „Die Liberalen“ übernahm. Die LDP verschmolz Ende März 1990 mit der NDPD (ebenfalls einer ehemaligen Blockpartei) zum BFD, dessen Vorsitzender Ortleb bis zur Vereinigung mit der westdeutschen F.D.P. im August 1990 war. Auf dem Vereinigungsparteitag in Hannover wurde Ortleb zu einem der fünf Stellvertretenden Vorsitzenden der nun gesamtdeutschen FDP unter Otto Graf Lambsdorff gewählt.

## Politische Laufbahn in der Bundesrepublik
Als einer von 144 Volkskammerabgeordneten zog er mit der deutschen Wiedervereinigung am 3. Oktober 1990 in den Deutschen Bundestag ein. Gleichzeitig wurde er – neben vier weiteren Politikern aus der aufgelösten DDR – zum Bundesminister für besondere Aufgaben im schwarz-gelben Kabinett Kohl III ernannt.
Bei der gesamtdeutschen Bundestagswahl im Dezember 1990 wurde er über die FDP-Landesliste Mecklenburg-Vorpommern als Bundestagsabgeordneter bestätigt, so auch 1994. Am 18. Januar 1991 wurde Ortleb zum Bundesminister für Bildung und Wissenschaft in Kohls viertem Kabinett ernannt. Von 1991 bis 1994 war er Landesvorsitzender der FDP Mecklenburg-Vorpommern. Am 3. Februar 1994 trat er aus gesundheitlichen Gründen von seinem Amt als Bundesminister zurück.
1997 wurde er FDP-Vorsitzender in Sachsen, wo die Partei seit ihrer Wahlniederlage 1994 (1,7 Prozent) nicht im Landtag vertreten war. Ortleb ist damit der einzige FDP-Politiker, der zwei verschiedenen Landesverbänden der Partei vorstand. Wegen eines Konflikts mit den Jungliberalen erklärte er im Juni 1997 seinen Parteiaustritt, ließ sich jedoch vom FDP-Bundesvorsitzenden Wolfgang Gerhardt und Generalsekretär Guido Westerwelle umstimmen und blieb auch Landesvorsitzender. Dem Deutschen Bundestag gehörte er noch bis 1998 an.
Vom FDP-Landesvorsitz trat er wegen des erneut schlechten Abschneidens der FDP bei der sächsischen Landtagswahl 1999 zurück, zu der er als Spitzenkandidat angetreten war und bei der die Partei nur 1,1 Prozent der Stimmen erhielt. Nach Differenzen im Vorfeld der Wahl des Dresdner Oberbürgermeisters Ingolf Roßberg innerhalb des FDP-Kreisverbandes Dresden, bei der er um dessen Unterstützung warb, trat Ortleb 2001 erneut und diesmal endgültig aus der FDP aus.
Bei der Bundestagswahl 2009 rief Ortleb zur Wahl der Partei Die Linke auf. Zum 20. Jahrestag des Mauerfalls gab er 2019 der Wochenzeitung Junge Freiheit ein Interview, in dem er unter anderem eine stärker nationalliberale Ausrichtung der FDP forderte.

## Sonstiges Engagement
Von 1991 bis 1995 war er Stellvertretender Vorsitzender der Friedrich-Naumann-Stiftung. Im Anschluss war er bis 1998 Mitglied des Kuratoriums der Stiftung.

## Familie
Rainer Ortleb ist verheiratet, hat zwei Kinder und lebt in Dresden.